# Rahat
Pour les articles homonymes, voir Rahat (homonymie).
Rahat (en hébreu : רַהַט, en arabe : رهط) est une ville dans le district sud d'Israël. Selon le Bureau central des statistiques israélien, la ville avait une population totale de 73 800 habitants à la fin de l'année 2020.
La ville est notamment marquée par la prédominance de sa communauté de Bédouins.

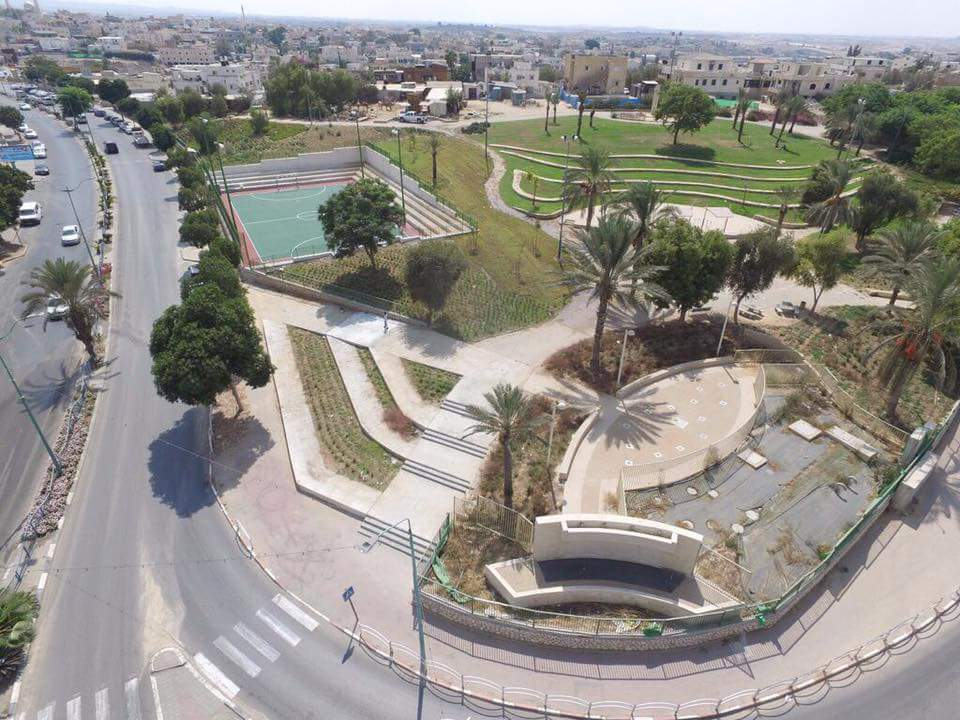
Rahat Central Park